# 維多利亞王儲
維多利亞王储（瑞典語：Victoria, Kronprinsessa av Sverige，1977年7月14日—）全名維多利亞·英格麗·愛麗絲·黛茜蕾（瑞典語：Victoria Ingrid Alice Désirée），是瑞典王儲和西約特蘭女公爵。她是瑞典國王卡爾十六世·古斯塔夫與希爾維亞王后的長女。她有一弟一妹，分別是卡爾·菲利普王子和馬德琳公主。她的丈夫是丹尼爾親王，二人於2010年6月19日結婚，育有一女艾絲黛拉公主和一子奧斯卡王子。
王位繼承法在1980年修改後，她成為瑞典王位第一順位繼承人。她繼承王位後，會成為瑞典史上第四位女王（头三位是瑪格麗特女王、克里斯蒂娜女王和烏爾麗卡·埃利諾拉女王）。她的生日和命名日，即7月14日和3月12日，都是瑞典官方升旗日。

## 生平

### 早年
1977年7月14日晚上9時45分，國王卡爾十六世·古斯塔夫與希爾維亞王后誕下第一個孩子，維多利亞公主在位於索爾納市的卡羅琳醫學院的教學醫院出生,她是首位在醫療機構的出生的皇室成員,後來她的弟妹倆都在皇家住所出生的,而見證人為議長亨利·阿拉爾德、首相圖爾比約恩·費爾丁、國家元帥古納·拉格爾格倫和婦女志願防衛隊隊長。9月27日，她在斯德哥爾摩大教堂以厄蘭瀑布的水受洗。她的教父母為荷蘭碧翠斯女王、姑母德茜蕾公主、挪威國王哈拉爾五世和希爾維亞王后的兄弟拉爾夫·索馬拉特。
按当时王位继承法，女性并无王位的繼承权。早在維多利亞公主出生之前，國內就有是否應該修改繼承法的討論。1977年3月，英格瓦·林德爾發表公開宣言，要求繼承法修改成男女平等的長子繼承制，並獲23個團體支持。由於繼承法受瑞典憲法所限，修改繼承法必須得到選舉前和選舉後的議會通過。卡爾·菲利普王子於1979年5月13日出生，由於當時憲法尚未修改，他得到王位第一繼承權。同年11月7日，瑞典議會以165票贊成、21票反對、147票棄權的結果，通過在翌年起賦予維多利亞公主第一繼承權。
國王在公主未周歲時已經向傳媒發放她的照片，以免她受到攝影記者的滋擾。這也是國王第一年親自拍攝女兒的公開照片，並把它們的款項捐作慈善用途。公主一歲前已懂得用電話聊天；後來國王和王后經常外遊時，他們便以此保持聯絡。自兩歲起，維多利亞公主的生日大多數是在厄蘭慶祝的。

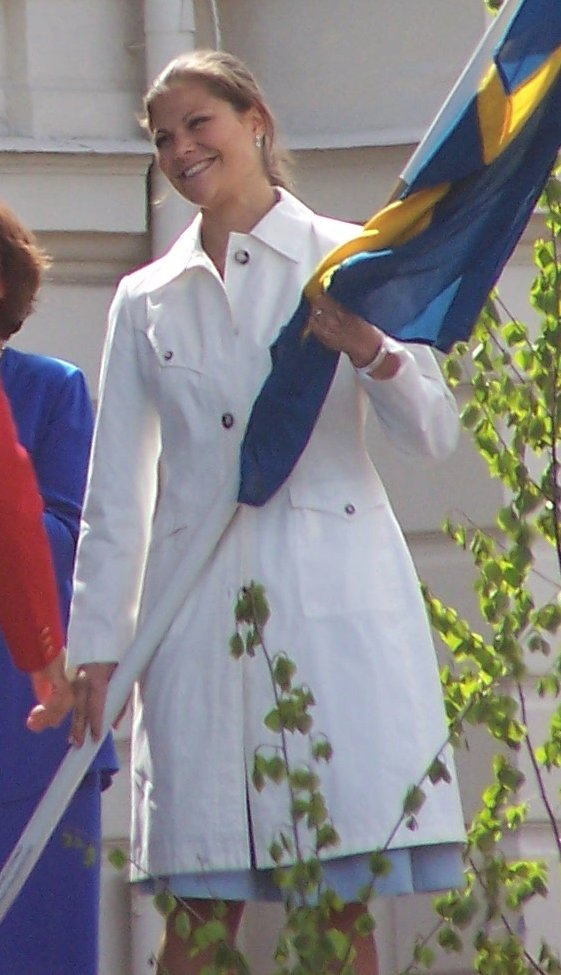
維多利亞公主出席松茲瓦爾的國慶日慶典 (2006年)

由於斯德哥爾摩市中心污染日益嚴重，國王一家自1980年代起從斯德哥爾摩王宮遷至郊外的卓寧霍姆宮居住。維多利亞公主的妹妹馬德琳公主在1982年6月10日生於皇后島宮，而維多利亞公主亦於同年入讀幼稚園 。

### 學生時期
維多利亞公主於1984年入讀 Smedslättens 小學一年級，其後入讀同區的Ålstensskolan。1988年6月6日，她作首次官方亮相，出席斯卡拉建城1000週年紀念。1990年，公主入讀Carlssons högstadieskola vid Enskilda gymnasiet初中。初中時，公主致力提升語言能力，曾經在美國短期逗留。1996年，十八歲的公主於Enskilda gymnasiet高中畢業，同年她出席了瑞典議會開幕禮。
其後，維多利亞公主曾在法國昂熱西部天主教大學就讀一年和美國耶魯大學就讀兩年。她也開始認識瑞典各地區、全國以及歐洲的決策過程，並開始關注瑞典經濟。她也曾在紐約聯合國總部和華盛頓的瑞典駐美大使館工作，多年來也參與了國內外的多個學習計劃，認識國際關係和瑞典政治、國防、外交的工作。
2009年6月，維多利亞公主於烏普薩拉大學畢業，獲得文學士學位。

## 職責

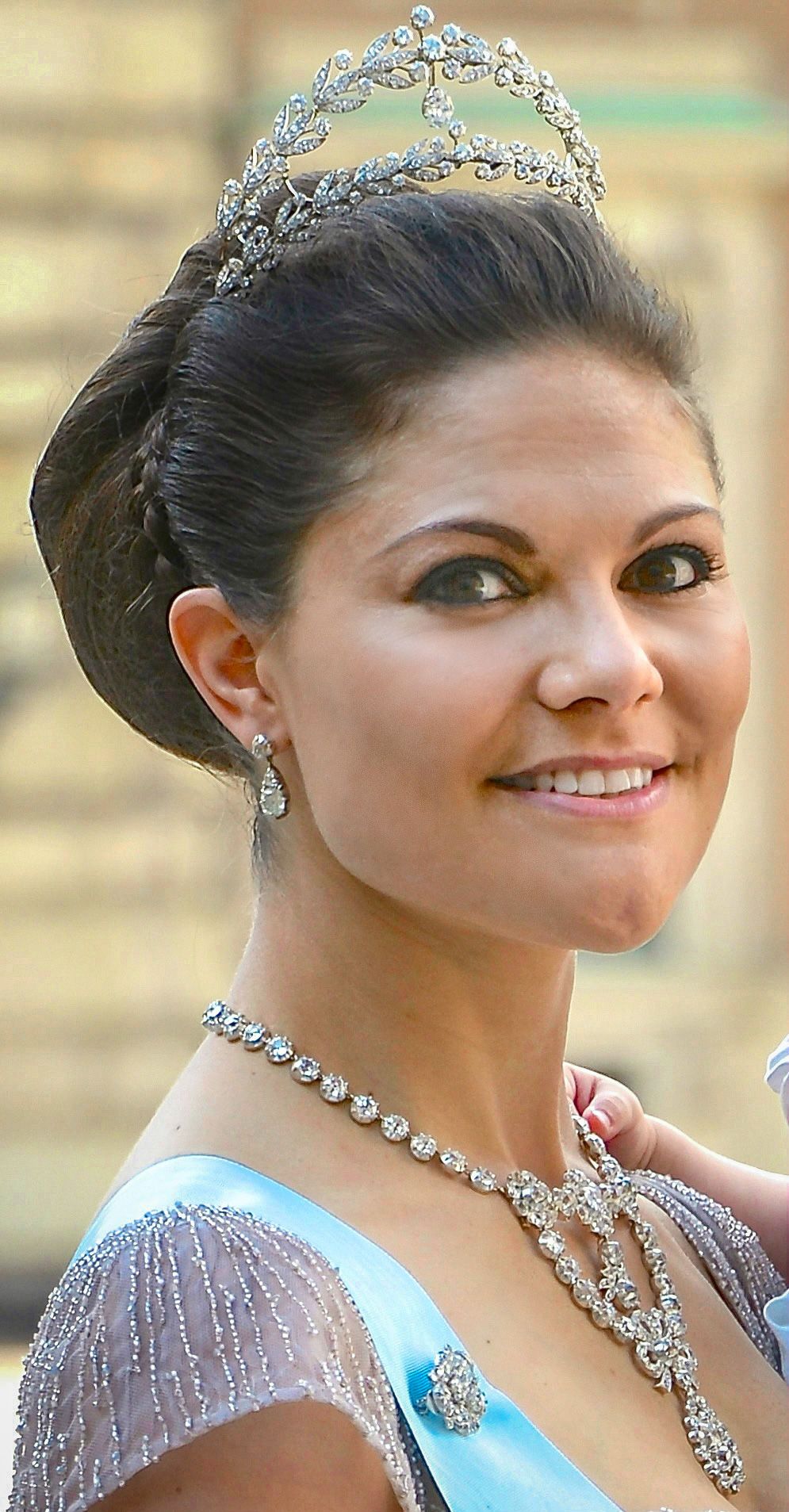
2013年6月8日。

國王因外遊或其他事故未能履行國家元首之職責時，身為王儲的維多利亞公主須代行其職。其他職責包括國事訪問中接待外國來賓、代表瑞典和王室出席公開場合等。
公主近年來協助國王處理事務，貢獻包括國際維持和平運動和支援殘障青年。
2008年8月，南奧塞梯戰爭爆發時，瑞典議會外務委員會召開特別會議，由維多利亞公主首次擔任會議主席。

## 個人生活
維多利亞公主自2002年與私人健身教練丹尼爾·韋斯特林墜入愛河，不久就遭到卡爾十六世·古斯塔夫的反對，其後又被女方的貴族朋友取笑是有鄉音的鄉巴佬。但男方最終也戒掉了鄉音，並接受嚴格的皇室禮儀。2009年2月24日，在國王根據繼承法徵得政府同意後，王室宣佈公主與丹尼爾訂婚。3月23日，王室宣佈婚禮訂於2010年6月19日在斯德哥爾摩大教堂舉行。婚後，丹尼爾獲封為丹尼爾親王，西約特蘭公爵。公主婚禮所戴的皇室冠冕及面紗代代相傳。皇冠是公元1823年，拿破崙送給妻子，其後她再轉贈瑞典王妃的孫女。是次婚宴的婚紗是由為公主設計衣服多年的瑞典名師Pär Engsheden所設計。
2011年8月，王室宣佈王储夫妇将在2012年的3月迎接他们的第一个孩子。 
2012年2月23日凌晨4時26分，維多利亞公主在卡羅琳醫學院醫院誕下女兒，小公主重3.28公斤，身長51厘米；
- 艾絲黛拉·希爾維亞·伊娃·瑪麗（Estelle Silvia Ewa Mary），东约特兰女公爵（Duchess of Östergötland）。

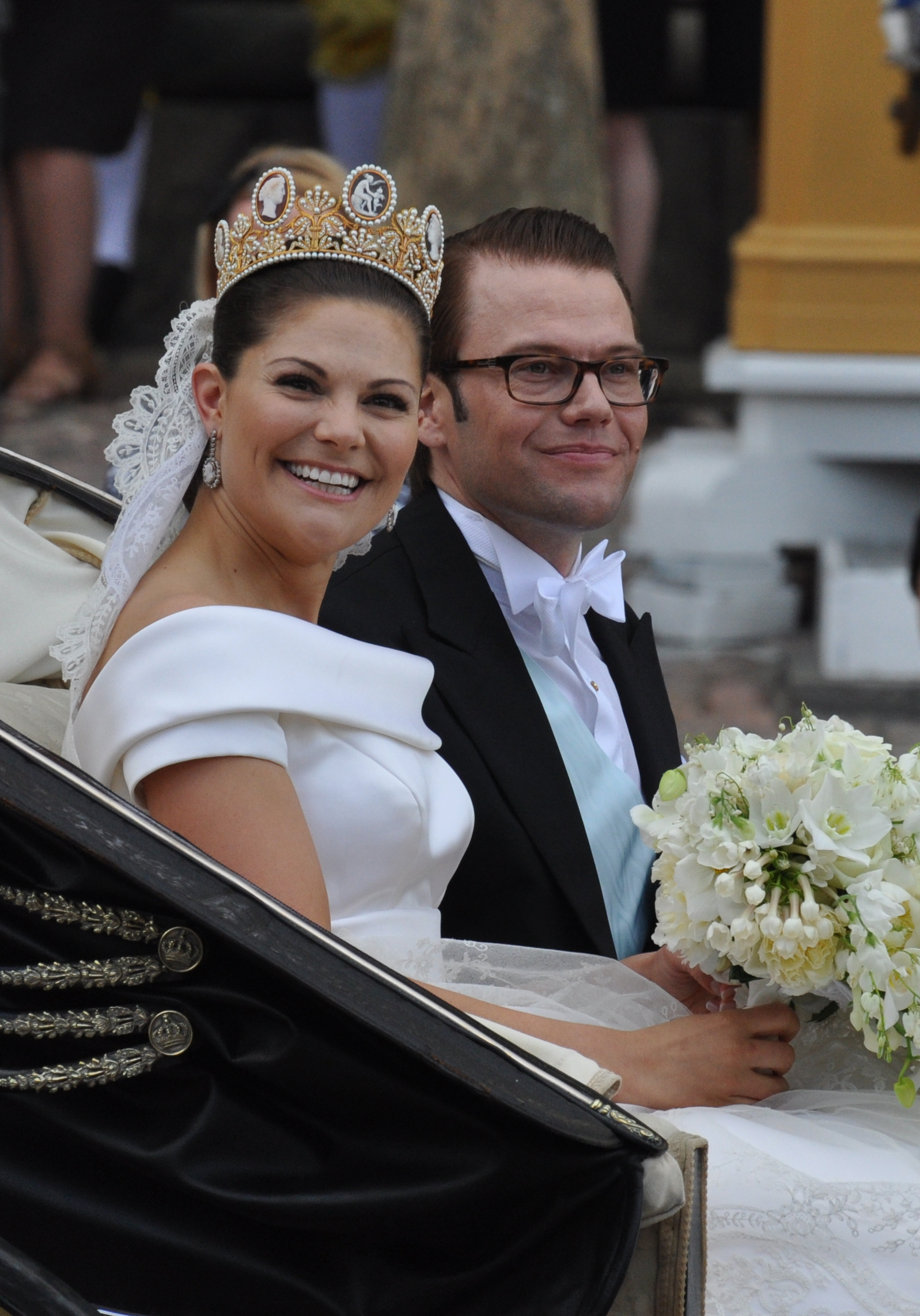
維多利亞公主與丹尼爾親王的婚禮

2016年3月2日, 維多利亞公主的兒子於卡羅琳醫學院醫院出生。

### 厭食症
1996年，有傳聞指維多利亞公主患上厭食症，而這傳聞於1997年得到確認。當時她正在接受醫治，但她在國內的名聲使她越來越難以求醫。她本打算就讀烏普薩拉大學，但她於1997年4月迎接奧地利來賓時顯得過瘦，激起傳媒猛烈猜測，使王室不得不向公眾交待公主的病情。 
1997年11月，王室承認公主患上厭食症後，公主改變學習計劃，改為在美國耶魯大學留學，以便接受該大學的治療。她在美國不受傳媒影響，過着低調生活，病情逐漸好轉。

## 榮譽

### 瑞典勋章奖章
- 皇家六翼天使勳章騎士 (Member Grand Cross with Collar of the Royal Order of the Seraphim)

### 外国勋章奖章
- 白隼大十字勋章（英语：Order of the Falcon）（冰岛，2004年9月7日[16]）：对冰岛进行正式访问。
- 修交勋章光化大章（韩国，2019年6月14日批准[17]）

## 外部連結
- 維多利亞公主（页面存档备份，存于），王室網站
- 維多利亞公主簡介（页面存档备份，存于），瑞典王室網站

| 維多利亞王儲 貝爾納多特王朝出生于：1977年7月14日 | 維多利亞王儲 貝爾納多特王朝出生于：1977年7月14日 | 維多利亞王儲 貝爾納多特王朝出生于：1977年7月14日 |
| 瑞典王室                                         | 瑞典王室                                         | 瑞典王室                                         |
| ------------------------------------------------ | ------------------------------------------------ | ------------------------------------------------ |
| 首位                                             | 瑞典王位繼承順序 第1位                           | 繼任者： 艾絲黛拉公主， 東約特蘭女公爵           |